# 66gy busz (Budapest)
A budapesti 66-os (gyors 66-os) jelzésű autóbusz Kispest, Határ út és BILK Logisztikai Központ között közlekedett. A vonalat a Budapesti Közlekedési Zrt. üzemeltette.

## Története
Az M3-as metró Kőbánya-Kispestig tartó szakaszának átadásakor átalakult a felszíni közlekedés, ezért 1980. március 31-én új járat indult 66-os jelzéssel Kispest, Határ út és Soroksár, Gumiipari Vállalat között. 1982 előtt útvonala módosult, a Nagykőrösi út helyett a Mártírok útján közlekedett a Határ út és a Kossuth Lajos utca között, a megállókiosztásában ez nem jelentett változást. 1982. július 6-án a pesterzsébeti Kossuth Lajos utca Kispest irányú, illetve a Prieszol József (ma Topánka) utca Csepel irányú egyirányúsítása miatt ismét változott az útvonala. 1984. augusztus 14-étől megállt Soroksár felsőnél is. 1987. augusztus 28-ától a Prieszol József (ma Topánka) utcai útpálya átadásával az autóbuszok a pesterzsébeti városközpontot a Kossuth Lajos utca helyett mindkét irányban ezen keresztül érték el. 1995. június 12. és 2005. július 1. között a délutáni csúcsidőben nem közlekedett. 2007. július 1-jétől a legtöbb menet betért Soroksár, BILK-hez. A 2008-as paraméterkönyv bevezetésének második ütemében, szeptember 8-án a 66E jelzést kapta és minden indulása a BILK-ig közlekedik.

## Útvonala
| BILK Logisztikai Központ felé | Kispest, Határ út felé |
| --- | --- |
| Kispest, Határ út vá. – Határ út – Török Flóris utca – Topánka utca – Helsinki út – Grassalkovich út – Ócsai út – Soroksár, Központi raktárak – BILK, Forgalmas utca – Európa út – BILK Logisztikai Központ vá. | BILK Logisztikai Központ vá. – Európa út – Forgalmas utca – Soroksár, Központi raktárak – Ócsai út – Grassalkovich út – Helsinki út – Topánka utca – Szent Erzsébet tér – Kossuth Lajos utca – Jókai Mór utca – Határ út - Kispest, Határ út vá. |

## Megállóhelyei
Az átszállási kapcsolatok között az azonos útvonalon közlekedő 66-os busz nincsen feltüntetve.
| 0  | Kispest, Határ út végállomás                      | 29 | 84, 89, 94, 94E, 99, 123, 154, 154A, 154B, 194 42, 50, 52 Helyközi buszok Távolsági járatok |
| 9  | Pesterzsébet, városközpont                        | 19 | 19, 23, 23, 48, 59, 66, 166, Erzsébet                                                       |
| 14 | Torontál utca                                     | 14 | Ráckevei HÉV 166                                                                            |
| 17 | Dobó utca                                         | 11 | Ráckevei HÉV 166 Soroksár                                                                   |
| 20 | Hősök tere                                        | 8  | Ráckevei HÉV 166 Soroksár Helyközi buszok Távolsági járatok                                 |
| 22 | Hunyadi utca (↓) Szalma utca (↑)                  | 6  | Soroksár Helyközi buszok                                                                    |
| 24 | Ócsai úti felüljáró                               | 4  | Helyközi buszok                                                                             |
| 24 | Polimer                                           | 4  |                                                                                             |
| 26 | BILK bekötőút (↓) Soroksár, Központi raktárak (↑) | 3  | Helyközi buszok                                                                             |
| 27 | MNB                                               | 2  |                                                                                             |
| ∫  | Schenker főbejárat                                | 1  |                                                                                             |
| 28 | BILK Logisztikai Központ végállomás               | 0  |                                                                                             |